# Members Only, Vol. 2
Members Only, Vol. 2 – mixtape amerykańskiego kolektywu hip-hopowego Members Only, wydany 23 października 2015 roku.
Na albumie występują tacy znani artyści jak XXXTentacion, Ski Mask the Slump God czy Smokepurpp.
Utwory z krążka King of the Dead oraz WingRiddenAngel ukazały się potem na składance Look at Me: The Album, która pokryła się złotem w Wielkiej Brytanii i Nowej Zelandii i zadebiutowała na 17 miejscu listy Billboard 200.

## Tło
25 maja 2015 roku XXXTentacion opublikował fragment piosenki zatytułowanej Save Me na swoim koncie SoundCloud, w której wystąpił raper Yaprak Asimov. Pięć miesięcy później pełna wersja utworu została ponownie wydana jako singel z mixtape'u Members Only, Vol. 2.
27 czerwca Ski Mask the Slump God wydał piosenkę BROLY! (początkowo zatytułowaną; Broly (Intro)), ujawniając, że utwór miał być otwierającym nowy projekt Members Only. Jednak po wydaniu albumu piosenka została włączona jako drugi utwór.
29 czerwca XXXTentacion wydał fragment utworu I AM! na swoim koncie SoundCloud.
1 lipca XXXTentacion wydał piosenkę Rare, Part 2 na swoim koncie YouTube. Piosenka uzyskała ponad 7 milionów wyświetleń.
13 października XXXTentacion wydał piosenkę TUMMY TUCK (XXX „LICK” VERSE) (znaną również pod innym tytułem; Lick! (clip)) na swoim koncie SoundCloud. Piosenka jest skróconą wersją utworu Live Off a Lick z gościnnym udziałem rapera Smokepurppa.

## Lista utworów
1. XXX (Intro) (XXXTentacion) – 1:29 (tekst: Jahseh Onfroy – muzyka: XXXTentacion)
2. Broly! (Ski Mask the Slump God ft. XXXTentacion) – 1:15 (tekst: Jahseh Onfroy, Stokeley Goulbourne – muzyka: AKATrae)
3. BitchCallMeCaptainMorgan (XXXTentacion) – 1:45 (tekst: Jahseh Onfroy – muzyka: Softwehr)
4. Splash! (Ski Mask the Slump God) – 2:56 (tekst: Stokeley Goulbourne – muzyka: Beatsbyasia)
5. Nascar (Fukkit) – 3:44 (tekst: Fukkit – muzyka: Only The Flyest)
6. King Of The Dead (XXXTentacion) – 3:42 (tekst: Jahseh Onfroy – muzyka: Fifty Grand, Hellion)
7. Take It There (Flyboy Tarantino) – 2:18 (tekst: Steven Mancebo)
8. Orgy (Ski Mask the Slump God) – 1:47 (tekst: Stokeley Goulbourne)
9. Very Rare Forever Freestyle (XXXTentacion) – 1:34 (tekst: Jahseh Onfroy – muzyka: Yaprak Asimov)
10. Polo Man (Fukkit) – 2:54 (tekst: Fukkit – muzyka: Vinny Changos)
11. Netherrack! - I Just Wont Break (XXXTentacion) – 2:55 (tekst: Jahseh Onfroy – muzyka: Neid)
12. Killers! (Ski Mask the Slump God) – 0:45 (tekst: Stokeley Goulbourne – muzyka: Ace Bankz)
13. Save Me (XXXTentacion ft. Yaprak Asimov) – 4:16 (tekst: Jahseh Onfroy, Yaprak Asimov – muzyka: XXXTentacion, Yaprak Asimov)
14. Mia Wallace (Flyboy Tarantino) – 3:52 (tekst: Steven Mancebo – muzyka: DJ Killa, Flyboy Tarantino)
15. Lunacy (SNDNGCHLLZ ft. XXXTentacion) – 2:49 (tekst: Jahseh Onfroy, Enzo Leonardo – muzyka: DIRTY DAIMYO)
16. Lick! (clip) (XXXTentacion feat. Smokepurpp) – 1:18 (tekst: Jahseh Onfroy, Omar Pineiro – muzyka: 808 Trel)
17. Playboy! (Ski Mask the Slump God) – 2:16 (tekst: Stokeley Goulbourne)
18. WingRiddenAngel (XXXTentacion) – 2:46 (tekst: Jahseh Onfroy – muzyka: XXXTentacion, Kellbender)
19. Xanax! (Ski Mask the Slump God) – 1:37 (tekst: Stokeley Goulbourne – muzyka: EZRA)
20. I Am! (XXXTentacion) – 1:43 (tekst: Jahseh Onfroy – muzyka: DJ Patt)
21. Save Yourself! (Kilo Jr ft. 1HunnitJunior, Ski Mask the Slump God, XXXTentacion) – 5:07 (tekst: Jahseh Onfroy, Stokeley Goulbourne, 1HunnitJunior – muzyka: 808 Mafia)
22. Rare, Part 2 (XXXTentacion) – 2:28 (tekst: Jahseh Onfroy – muzyka: Lirker)